# 나카사토촌 (시가현)
나카사토촌(中里村)은 일본 시가현 야스군에 설치되었던 촌이다. 현재의 야스시 중심부의 북방에 해당한다.